# Coemansia
Coemansia es un género de hongos pertenecientes a la familia Kickxellaceae y al orden Kickxellales. Fue descrita por el botánico, micólogo y algólogo Philippe Édouard Léon Van Tieghem junto al  médico, botánico, y micólogo Louis Guillaume Le Monnier en 1873.
Este taxón perteneciente a la subdivisión Kickxellomycotina, es éndemico de zonas tropicales como Brasil o Indonesia.

## Etimología
El nombre de este hongo se deriva del botánico y sacerdote belga Henri Eugène Lucien Gaëtan Coemans, quien describió el género tipo de la familia Kickxellaceae en 1862. La contribución de Coemans a la micología fue significativa, y ayudó a establecer la familia Kiickxellaceae.

## Descripción
El género Coemansia produce esporocladios en el ápice de sus esporangióforos, los cuales pueden ser ramificados, no ramificados o septados. Las esporocladios son estructuras multicelulares que producen pseudofialidos en su superficie interior, dentro de los cuales se encuentra una única merosporangia unicelular. Una vez que el hongo alcanza su etapa fértil, las merosporangias se liberan en forma líquida, dispersando así sus esporas al medio ambiente.

## Ecología

### Parasitismo
Si bien las especies de Coemansia son principalmente saprobias, lo que significa que obtienen nutrientes de la materia orgánica en descomposición, también pueden ser parasitadas por otros hongos en su entorno.
Se ha observado que las especies de Coemansia, particularmente C. aciculifera y C. thaxteri, son parasitadas por Gliocladium roseum, Fusarium flocciferum y Verticillium psalliotae en las rizosferas del trigo.

#### Procesos de parasitismo
Las especies G. roseum y F. flocciferum demuestran un parasitismo agresivo, enroscándose, penetrando y creciendo dentro de las hifas de las especies de Coemansia. En cambio, V. psalliotae emplea un enfoque menos invasivo, creciendo paralelamente a las hifas del huésped y formando a veces capas sobre los esporangióforos, lo que finalmente conduce a la desintegración del huésped.
Estas interacciones sugieren la lisis directa de las hifas del huésped como el modo principal de parasitismo, en lugar de depender de la producción de antibióticos.

### Distribución
Coemansia es un género que se distribuye globalmente en zonas tropicales o en subtrópicos. Este género se puede encontrar por regiones asiáticas, como por los bosques de Taiwán y Japón; en el Célebes Meridional, en el oeste de Java (Indonesia), Sri Lanka, Camerún, Guatemala, Brasil, entre otros. El papel de este género en los ecosistemas de estas áreas aún no ha sido completamente estudiado. Sin embargo, se ha descubierto que algunas especies de Coemansia producen una enzima, quitinasa, que puede degradar la quitina, un componente importante de las paredes celulares de otros hongos. Esta característica ha despertado el interés de algunos investigadores en su posible uso en la lucha contra plagas de insectos y hongos patógenos en cultivos.

## Taxonomía

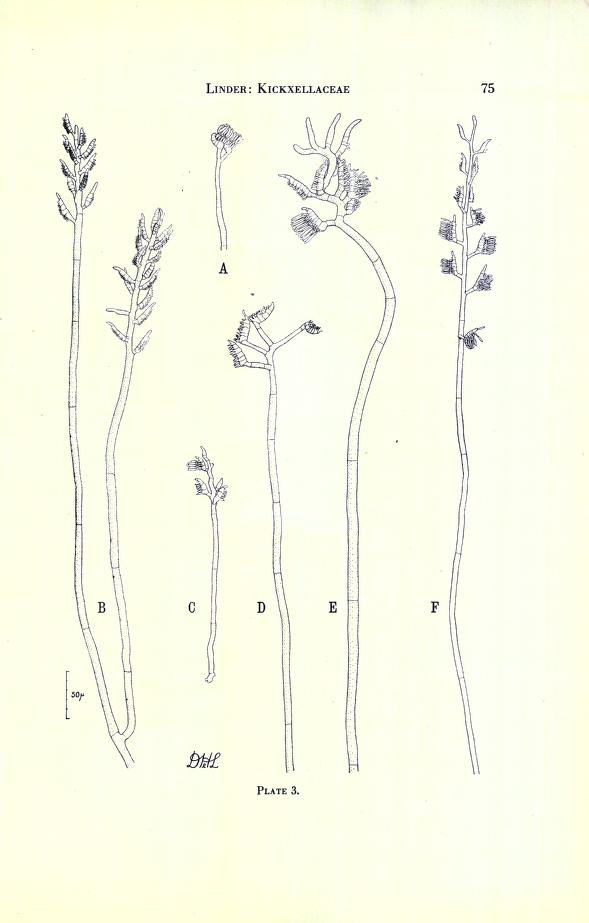
IIustraciones de varias especies de Coemansia, a excepción de Martensella Corticii, que pertenece al género Martensella.
A. Martensella Corticii B. Coemansia erecta C. Coemansia ceylonensis D. Coemansia scorpioidea E. Coemansia spiralis F. Coemansia guatemalensis

El género Coemansia es el más grande dentro del orden Kickxellales, con 24 especies ya descritas y probablemente algunos taxones aún no descritos. La especie tipo de Coemansia es Coemansia reversa y es el género más común de la familia Kickxellaceae, la cual contiene 12 géneros.

### Especies
A continuación se listan todas las especies del género con sus nombres binomiales, con la abreviatura del autor y sinónimos.
| - Coemansia aciculifera Linder 1943. - Coemansia aciculifera var. suhagensis. B.R. Mehrotra & Kakkar 1971. - Coemansia alma-atensis Shvartzman, 1957. - Martensella spiralis Bainier 1879 - Coemansia spiralis Bainier 1906 - Coemansia asiatica Kurihara & Surkarno, 2008. - Coemansia bainieri Kwaśna, M.J. Richardson & G.L. Bateman, 2002. - Coemansia brasiliensis Thaxter ex Linder, 1943.(Linder, 1943; Benjamin 1958). - Coemansia breviramosa Linder, 1943 - Coemansia ceylonensis Linder, 1943 (Linder, 1943; Prasad, 1966). - Coemansia erecta Bainier 1906 - Coemansia furcata Y. Kurihara, S. Tokumasu & C-Y Chien, 2000 - Coemansia guatemalensis Thaxter ex Linder, 1943. - Coemansia interrupta Linder, 1943. - Coemansia javaensis Sukarno & Kurihara, 2008. - Coemansia kamerunensis Thaxter ex Linder, 1943 (Linder, 1943). - Coemansia linderi Kwaśna, M.J. Richardson & G.L. Bateman, 2002 (Kwaśna et al., 2002). - Coemansia spiralis Eidam sensu Linder, 1943 (Farlowia 1:49; Holotype Thaxter 6395; Benjamin 1979; Young 1968; 1990). - Coemansia mojavensis R.K. Benjamin, 1958 (Benjamin 1959, 1966; Young 1968, 1990). - Coemansia pectinata Bainier, 1906 - Coemansia reversa van Tieghem & Le Monnier, 1873 (van Tieghem y Le Monnier, 1873; Bainier 1906, Linder 1943; Young 1968; 1973a).. - Coemansia scorpioidea Linder, 1943 (Kwaśna et al. 1999). - Coemansia spiralis Eidam, 1887 - Coemansia nantahalensis Bainier, 1906 - Coemansia thaxteri Linder, 1943 (Kwaśna et al. 1999). - Coemansia biformis S.C. Chuang, H.M. Ho & C.Y. Chien, 2017 - Coemansia helicoidea S.C. Chuang, H.M. Ho & C.Y. Chien, 2017 - Coemansia pennisetoides S.C. Chuang, H.M. Ho & C.Y. Chien, 2017 - Coemansia umbellata S.C. Chuang, H.M. Ho & C.Y. Chien, 2017 |

## Galería

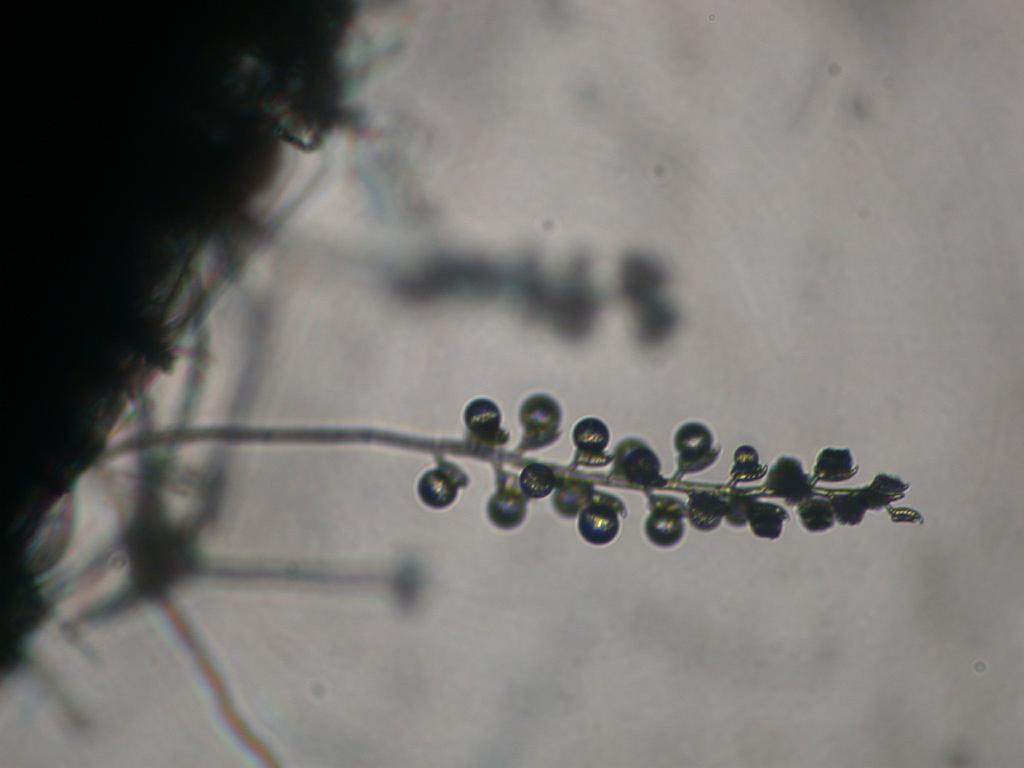
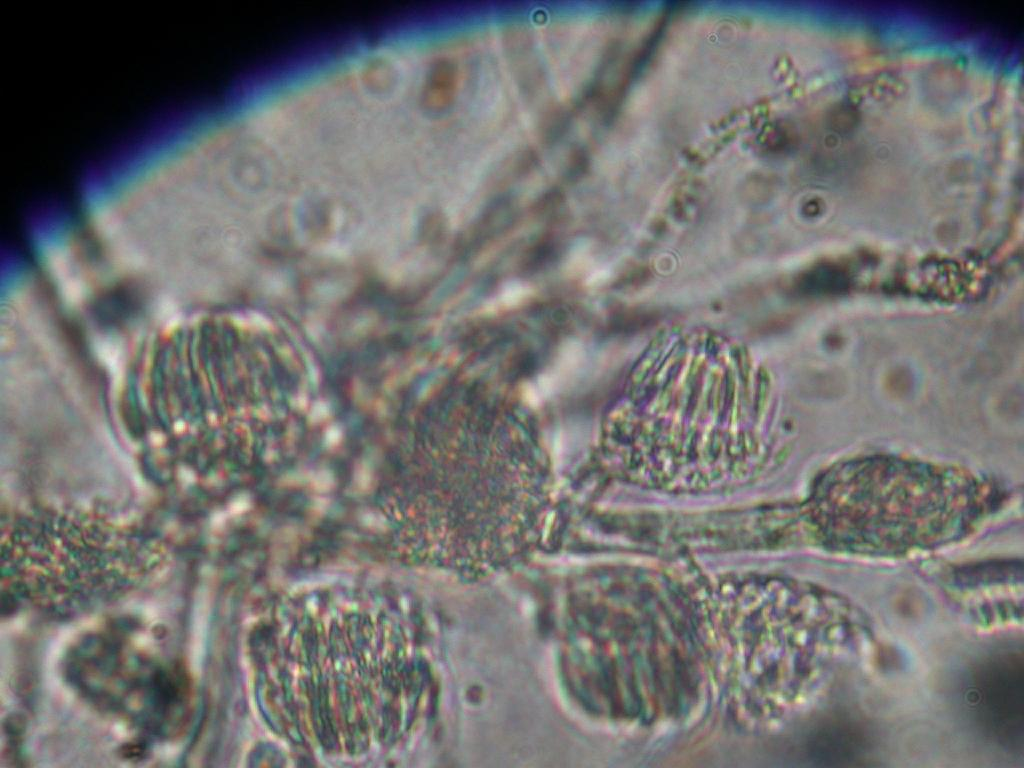
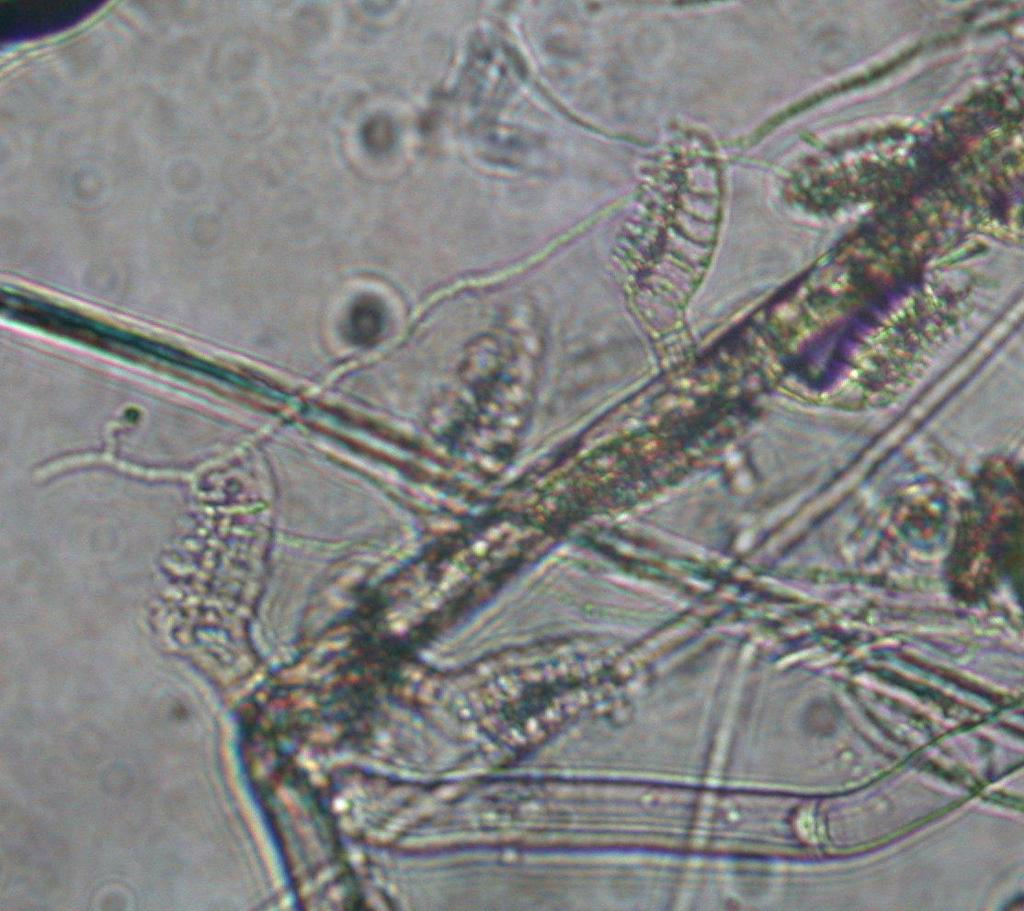
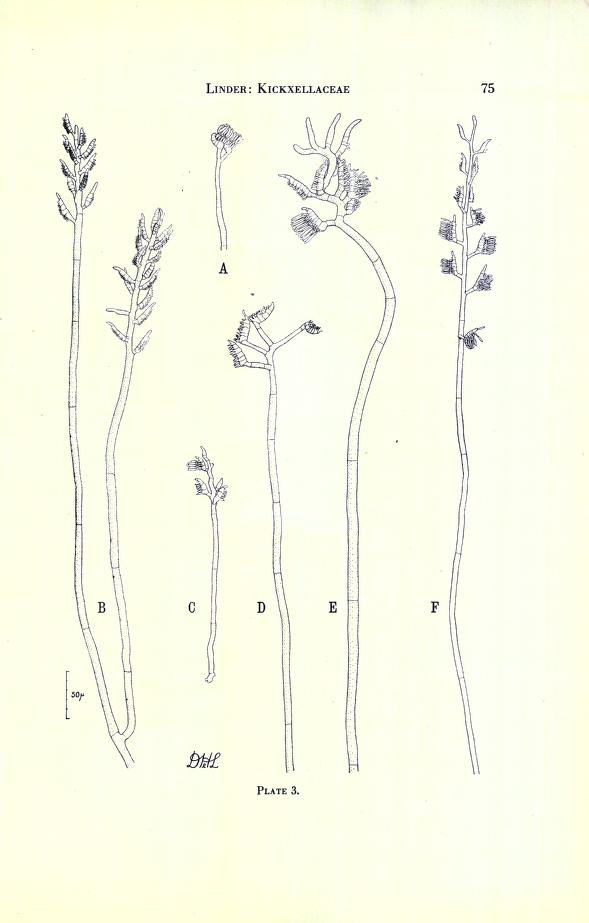